# Спинола, Джамбаттиста (старший)
Джамбаттиста Спинола старший (итал. Giambattista Spinola il Vecchio; 20 сентября 1615, Мадрид, Габсбургская Испания — 4 января 1704, Рим, Папская область) — итальянский куриальный кардинал, доктор обоих прав. Племянник кардинала Джованни Доменико Спинола младшего, дядя кардинала Джамбаттисты Спинола младшего. Архиепископ Ачеренца и Матеры с 18 мая 1648 по 10 ноября 1664. Архиепископ Генуи с 10 ноября 1664 по 17 марта 1681. Секретарь Священной Конгрегации по делам епископов и монашествующих с 29 мая 1675 по 1 сентября 1681. Губернатор Рима и вице-камерленго Святой Римской Церкви с 26 октября 1675 по 1 сентября 1691. Про-губернатор Рима с 1 сентября 1681 по 28 июля 1691. Камерленго Священной Коллегии кардиналов с 8 января 1691 по 10 марта 1692. Кардинал-священник с 1 сентября 1681, с титулом церкви Санта-Чечилия с 22 сентября 1681 по 19 марта 1696. Кардинал-священник с титулом церкви Сант-Аньезе-фуори-ле-Мура с 19 марта 1696 по 7 апреля 1698. Кардинал-священник с титулом церкви Санта-Мария-ин-Трастевере с 7 апреля 1698 по 4 января 1704.   